# Alexander Velázquez
Alexander Ezequiel Velázquez Ghigliazza (Barros Blancos, Uruguay, 9 de abril de 2007) es un futbolista uruguayo que juega como centrocampista, preferentemente como interior izquierdo, en el Danubio Fútbol Club de la Primera División de Uruguay. También puede desempeñarse como lateral o extremo por la banda izquierda. Es zurdo y ha sido convocado a la selección sub-18 de Uruguay.

## Trayectoria

### Inicios
Velázquez nació en Montevideo, y desde temprana edad se incorporó a las divisiones formativas del club Danubio, conocido por su tradición en la formación de jóvenes talentos.

### Danubio Fútbol Club
Fue promovido al primer equipo en 2025 y debutó profesionalmente el 15 de febrero de ese año en un partido del Torneo Apertura frente a Cerro Largo. Durante el primer semestre del año disputó 10 partidos de liga y anotó 1 gol, sumando también una participación en el Torneo Intermedio.
El 26 de mayo de 2025 protagonizó una jugada mediática al pararse con ambos pies sobre el balón en un gesto técnico provocador en el partido contra Miramar Misiones, lo que generó reacciones de los rivales.

## Selección nacional
En mayo de 2025 fue convocado a la selección sub-18 de Uruguay para disputar un torneo internacional en Suiza.

## Estilo de juego
Velázquez se desempeña principalmente como interior izquierdo, aunque también ha jugado como extremo o lateral por la misma banda. Su pierna dominante es la izquierda. Destaca por su regate corto, agilidad, velocidad y capacidad de desequilibrio en el uno contra uno.
Físicamente mide 1,73 m y se caracteriza por aceleración, bajo centro de gravedad y resistencia física.